# Ichtyose
 Mise en garde médicale
Ichtyose (du grec ἰχθύς / ikhthús, « poisson ») est le nom d'une famille de maladies congénitales de la peau (qui peut aussi toucher des animaux, chiens notamment).

Ichtyose vulgaire chez un enfant d'une douzaine d'années.

C'est une dystrophie cutanée congénitale qui correspond à un état particulier de la peau, sèche et couverte de squames fines à bords libres parfois disposées comme des écailles de poissons. Plus ou moins étendue, elle respecte la face, les plis, les paumes des mains et les plantes des pieds. La desquamation est continue. Les personnes qui en sont atteintes ont une transpiration très diminuée.
Dans des termes plus scientifiques, c'est une anomalie métabolique de la couche cornée, ou une hyperkératose (aussi appelée hyperkératinisation). L'hyperkératose est l'épaississement anormal de la couche cornée. La peau est sèche et rugueuse, les peaux mortes se détachent presque continuellement. Cette maladie génétique et chromosomique est due à une microdélétion au niveau du locus p22.3 du chromosome X.
Les traitements disponibles la rendent moins invalidante mais bien que non contagieuse, elle est encore dans certains contextes source de stigmatisation sociale.

## Types
Il existe trois principaux types d'ichtyoses.

### Ichtyose vulgaire
La peau est normale à la naissance, mais devient sèche et rugueuse, plus grise à l'âge de un ou deux ans. Il existe des formes légères, prédominant aux jambes, des formes plus accentuées, plus diffuses formant des squames polygonales. Il y a accentuation de la sécheresse au froid, atténuation par l'humidité et à la chaleur.

### Ichtyose congénitale
C'est la même ichtyose que l'ichtyose vulgaire, mais elle apparaît à la naissance, ou dans les premières semaines de vie du nouveau-né.
Les enfants atteints d'ichtyose congénitale naissent la plupart du temps dans une enveloppe cutanée le "collodion".
Cette membrane finira par tomber dans les premières semaines de vie de l'enfant.

### Ichtyose liée au sexe
Ce type-là est prédominant chez l'homme. Ce sont des squames plus larges, plus épaisses souvent noires, plus prononcées sur la face antérieure du tronc. Les plis sont souvent touchés, l'atteinte du visage et du cuir chevelu plus marquée. Des troubles staturaux, un hypogonadisme, des opacités cornéennes peuvent être associées.
Ont déjà été identifiées 8 mutations différentes, qui expliqueraient 75-80 % des ichtyoses[réf. nécessaire].

### Ichtyoses acquises
Ichtyoses acquises (plus souvent masculine), de caractère inflammatoire, se déclare chez l'adulte, sans antécédents familiaux, et peut être guérie. On lui connait plusieurs causes :
- Une Ichtyose acquise paranéoplasique peut être révélatrice d'un lymphome non Hodgkinien[5]. Dans ce type de cas, l'ichtyose peut guérir après traitement adéquat du lymphome[6].
- une hémopathie maligne peut aussi être associée à une ichtyose acquise[7]
- En 1986 Lacour et al. signalent une « Ichtyose acquise au cours d'un traitement normolipidémiant »[8].
- En 2006 Rabhi & al citent une ichtyose acquise « révélatrice d’une tuberculose hépatique et ganglionnaire »[9].
- El Amrani & al. en 2011 décrivent un cas d'ichtyose acquise qui a révélé un mycosis fongoïde (Mycosis fongoides)[10]
- Biver-Dalle & al. en 2012 décrivent une hyperkératose livédoïde palmoplantaire liée à une ichtyose acquise, toutes deux « manifestations cutanées initiales atypiques de lupus systémique »[11].
- elle a parfois une composante endocrinologique (hypothyroïdie[12]).
- Fradet & al (2017) signalent un cas transitoire associée à une pemphigoïde bulleuse[13]

A signaler aussi qu'associée à une surdité et une kératite, l'ichtyose est intégrée dans un syndrome dit « KID » probablement induit par une anomalie congénitale de l'ectoderme qui touche à la fois la cornée, la peau et l'oreille interne,.

## Traitement
On ne guérit pas de l'ichtyose congénitale, faute de traitement curatif, mais on peut améliorer la qualité de vie de la personne, souvent via l'application locale d'émollients et d'agents hydratants, crèmes et d'huiles prescrites par le dermatologue.
Des rétinoïdes dans certains cas (ichtyose lamellaire (Erythrodermie ichtyosiforme congénitale non bulleuse)).
Le tazarotène a été proposé et l'étrétine (par voie systémique) est utile dans les formes sévères.
Le bicarbonate de sodium apporte une aide notable pour un soulagement ponctuel,.